# Il massacro del giorno di San Valentino
Il massacro del giorno di San Valentino (The St. Valentine's Day Massacre) è un film statunitense del 1967, diretto da Roger Corman.

## Trama
Chicago, 1929, durante il periodo del proibizionismo il boss mafioso Al Capone controlla il traffico di alcoolici, di droga e la prostituzione in una parte della città, mentre l'altra parte è controllata da Bugs Moran, un delinquente di origine irlandese, a capo di una formazione mista che comprende, oltre agli irlandesi, delinquenti locali ed elementi di origine tedesca. Il giovane boss sta crescendo e sta espandendo le sue attività anche nelle zone controllate da Al Capone e questo comincia a sollevare preoccupazione nel capo di origine napoletana che teme che il passo successivo, dopo l'invasione delle zone, sarà arrivare a lui.
Dopo essere scampato ad un attentato il boss napoletano reagisce ma viene fermato dal capo delle famiglie mafiose di Chicago Patsy Lolordo che teme lo scatenarsi di una guerra, che porterebbe polizia ed opinione pubblica a conoscenza dei traffici illeciti e che solleverebbe problemi nella attività criminose. Al Capone è costretto per il momento a rinunciare ma nel frattempo fa sorvegliare Moran da uno dei suoi uomini più fidati: Jack McGurn.
Dopo la morte di Lolordo, ucciso da un delinquente siciliano affiliato alla banda di Moran, Al Capone si sente libero di agire e dà ordine a McGurn di organizzare una trappola per quest'ultimo. Il giovane uomo di fiducia del boss fa vendere a Nick Sorello, un vecchio trafficante ormai in pensione, un carico di Whisky sotto costo per conquistare la fiducia degli uomini di Moran e, per il giorno 14 febbraio, dovrà esserci un'altra consegna, con la sola condizione che quest'ultimo dovrà essere presente.
Moran accetta e, mentre si reca all'appuntamento dentro un magazzino, si ferma in un bar mentre i suoi uomini attendono l'arrivo del carico; pochi minuti dopo due uomini vestiti con uniformi della polizia entrano nel magazzino e uccidono tutti i presenti ma non Moran che, scampato a quella che passerà alla storia come la strage di San Valentino, scapperà dalla città, terminando di fatto la sua ascesa al potere, lasciando campo libero ad Al Capone che al momento della strage si trovava prudentemente a Miami per sviare i sospetti.

## Produzione
Le scene esterne vennero realizzate presso i Metro Goldwyn Mayer Studios di Los Angeles; per altre scene vennero girate ai Desilu Studios di Culver City; infine gli interni furono girati ai 20th Century Fox Studios sempre a Los Angeles.

## Distribuzione
Il film venne distribuito nelle sale cinematografiche americane il 30 giugno 1967, mentre in Italia uscì il 25 ottobre successivo.

## Curiosità
- Originariamente Orson Welles avrebbe dovuto interpretare Al Capone mentre Jason Robards fu scelto per il ruolo di Bugs Moran; Welles si dimostrò disponibile per la parte ma poi la Fox mise il veto, sostenendo che Welles era "irreperibile". Jack Nicholson era invece stato scelto per la parte di Johnny May che andò poi a Bruce Dern; farà solamente un piccolo cameo nel film mentre scarica delle merci da un'auto. Jean Hale interpretò Myrtle e fu la sua ultima apparizione.
- Fu il primo progetto cinematografico di Roger Corman realizzato con uno studio maggiore (20th Century Fox), dopo quindici anni di film a basso budget. Corman riuscì a stare sotto di 200.000 dollari rispetto al budget originale perché riutilizzò set di altri film della Fox (il set della scena del bordello era anche in Quelli della San Pablo, 1966), tra cui un edificio utilizzato come la casa di Capone (che in realtà visse in una casa modesta di mattoni situata in un quartiere della classe operaia).
- Il vero garage dove è ambientata la scena del massacro (al 2122 di N. Clark Street, a Chicago) venne demolito tre mesi dopo l'uscita del film.
- Tutti i fatti descritti nel film sono vicini alla realtà, tranne per il destino di Joe Aiello: nel film viene assassinato da Al Capone su un treno, mentre nella realtà venne assassinato a colpi di mitragliatrici da una finestra dell'appartamento di fronte al suo edificio che stava lasciando per prendere il treno, il 23 ottobre 1930, un anno e nove mesi dopo il massacro, non prima.